# NBC Mystery Movie
 (avril 2017).
Si vous disposez d'ouvrages ou d'articles de référence ou si vous connaissez des sites web de qualité traitant du thème abordé ici, merci de compléter l'article en donnant les références utiles à sa vérifiabilité et en les liant à la section « Notes et références ».
NBC Mystery Movie est une émission télévisée américaine composée de différentes séries policières diffusées en alternance les dimanches et mercredis de 1971 à 1977 sur le réseau NBC, puis sur le réseau ABC de 1989 à 2003 où elle est renommée ABC Mystery Movie.

## NBC Mystery Movie(1971-1977)

### Dimanche
- Un shérif à New York (McCloud) avec Dennis Weaver (46 épisodes)
- Columbo avec Peter Falk (45 épisodes)
- McMillan (McMillan and Wife) avec Rock Hudson (40 épisodes)
- Hec Ramsey avec Richard Boone (10 épisodes)

### Mercredi
- Banacek avec George Peppard (17 épisodes)
- Cool Million avec James Farentino (5 épisodes)
- Madigan avec Richard Widmark d'après le film Police sur la ville (6 épisodes)
- Faraday and Company avec Dan Dailey et James Naughton (4 épisodes)
- Tenafly avec James McEachin (4 épisodes)
- The Snoop Sisters avec Helen Hayes et Mildred Natwick (5 épisodes)
- Amy Prentiss avec Jessica Walter, spin off de L'Homme de fer (3 épisodes)
- McCoy avec Tony Curtis (5 épisodes)
- Quincy (Quincy M.E.) avec Jack Klugman (148 épisodes)
- Lanigan's Rabbi avec Art Carney et Bruce Solomon (5 épisodes)

## ABC Mystery Movie(1989-2003)
- Columbo avec Peter Falk (24 épisodes)
- Kojak avec Telly Savalas (5 épisodes)
- Un privé nommé Stryker (B.L. Stryker) avec  Burt Reynolds (12 épisodes)
- Gideon Oliver avec Louis Gossett Jr. (5 épisodes)
- Les Enquêtes de Christine Cromwell avec Jaclyn Smith (4 épisodes)